# Имерхеви (Абхазия)
Имерхеви или Ахурашкуа (абх. Ахурашкуа, груз. იმერხევი) — село в Абхазии. Находится в Гагрском районе. Высота над уровнем моря составляет 350 метров.

## Население
По данным 1959 года в селе Имерхеви жило 186 человек, в основном армяне В 1989 году в селе проживало 24 человека, также в основном армяне.

## История
Имерхеви переименован согласно Постановлению ВС Республики Абхазия от 4 декабря 1992 в Ахурашкуа. По законам Грузии продолжает носить название Имерхеви.